# Eurosender
 (avril 2017).
 (mai 2025).
Eurosender est une plateforme de logistique tierce partie axée sur la technologie avec un calcul instantané des prix de services d’expédition porte-à-porte en Europe. Basée au Luxembourg, l’entreprise a été créée en 2014 par deux entrepreneurs slovènes, Tim Potočnik and Jan Štefe.

## Histoire
Tim Potočnik et Jan Štefe  ont inventé le concept d’un moteur de recherche qui calculerait instantanément le prix final d’une expédition et choisirait l’option la plus abordable en fonction de trois paramètres : l’itinéraire, le nombre de colis et leur poids.
L'idée de la création d'Eurosender a tout d'abord germé dans l'esprit de Tim Potočnik, en 2013. Alors qu'il étudiait à l'étranger, il désirait ramener certaines de ses affaires dans son pays d'origine. Il se retrouvait cependant face à un problème : les entreprises de livraison lui offraient un prix trop élevé par rapport à ce qu'il pouvait se permettre.
Pour répondre à ce problème, il a décidé de faire appel à des amis et de créer Eurosender.

## Expansion à l’international
La plateforme a été lancée en mai 2014, avec des services d’expédition et de livraison dans tous les pays membres de l’Union européenne. En 2017, Eurosender a conclu un partenariat avec Pošta Slovenije (en), un des acteurs principaux du secteur de l’expédition en Europe centrale. Cela a permis à l'entreprise de pouvoir expédier jusqu’en Bosnie-Herzégovine, Macédoine, Monténégro et Serbie.
En 2014, les activités de l'entreprise restait cantonnées au Portugal et à l'Espagne. En 2016, c'est au tour de la Croatie, de la Pologne et de la Grèce, rapidement suivi par la France, les Pays-Bas et le Royaume-Uni. En 2018, Eurosender s'étend également sur le territoire belge.
En 2018, l'entreprise était présente dans plus de 30 pays européens.

## Développement
En rejoignant ProSiebenSat.1, une filiale de l’entreprise a été créée à Munich en 2014, permettant une optimisation du réseau de livraisons en Europe de l’Ouest.
Un an plus tard, l’entreprise crée une de ses agences à Londres, dans Level39, basé à Canary Wharf.
En 2016, Eurosender est devenu membre du RocketSpace, un incubateur de croissance à San Francisco, où les corporations et startups se regroupent pour créer et imaginer le futur du secteur des transports. Plus tard dans l’année, l’entreprise a ouvert une nouvelle agence à Berlin. Puis, en mars 2018, Eurosender ouvre de nouveaux locaux à Ljubljana et reçoit la visite du président de la Slovénie.
Eurosender a déjà attiré des investisseurs dont ProSiebenSat.1 Media SE et ERGO.
Ainsi, depuis 2014, la société a ouvert des locaux dans 5 pays (Ljubljana, Berlin, Kiev, Gdansk et Luxembourg). De plus, l'organisation recense l'inscription de 30 000 PME et de 150 000 particuliers.

## Services proposés
Eurosender agit en tant qu’intermédiaire entre les clients et les multiples fournisseurs en logistique. Conçue à ses débuts pour expédier des colis, l’entreprise a très vite proposé de nombreux autres services, dont l’accès au transport de fret. En agrégeant la demande de services d’expédition, Eurosender est capable de mieux négocier les prix, directement avec les sociétés de livraison (DHL, DPD, GLS, Kuehne-Nagel, Chronopost, ACS, DSV et Seur). De cette façon, les prix profitent à la fois aux particuliers, PME, startups et aux entreprises qui, du fait d’un très grand nombre de commandes, ne peuvent pas négocier elles-mêmes des contrats satisfaisants avec les sociétés de livraison.
L'algorithme de simulation de prix d'Eurosender a accès à 150 millions de devis[C'est-à-dire ?] instantanément. 